# Algèria francesa

Mapa dels departaments algerians de la Quarta República Francesa.

L'Algèria francesa és el nom que rep el període històric durant el qual Algèria va estar sota domini colonial francès, entre el 1830 i el 1962, sent la colònia que més temps va romandre en mans franceses. L'Algèria estava assimilada a tres departaments francesos i formava part íntegra de la metròpoli. Com a tal va ésser la destinació de centenars de milers d'immigrants francesos, espanyols, italians, alemanys i anglesos, coneguts primer com a colons i, durant la dècada del 1950 com a pieds-noirs. Amb tot, els algerians nadius van representar sempre la immensa majoria de la població del territori.

## La conquesta francesa

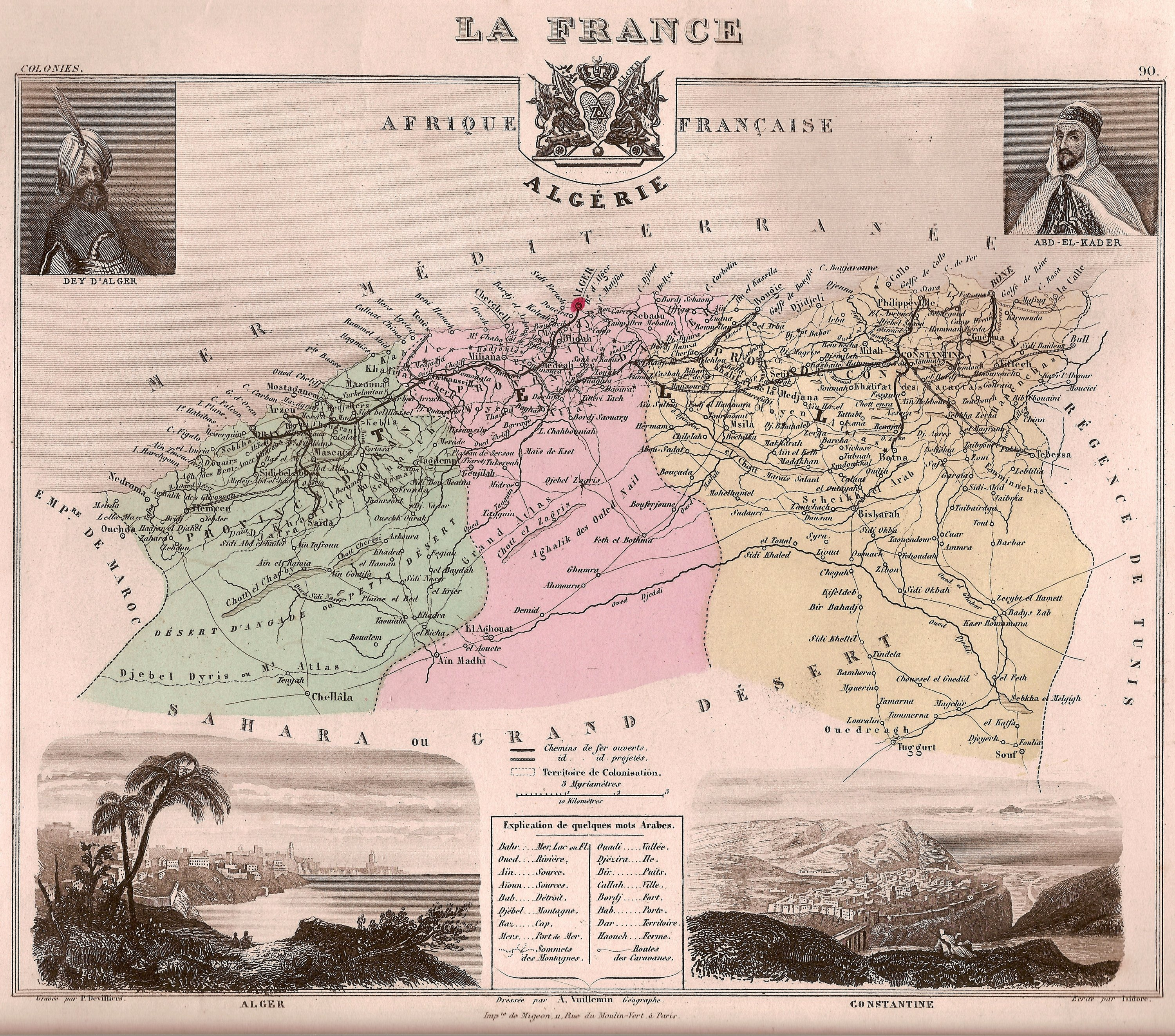
Mapa de l'Algèria francesa el 1877.

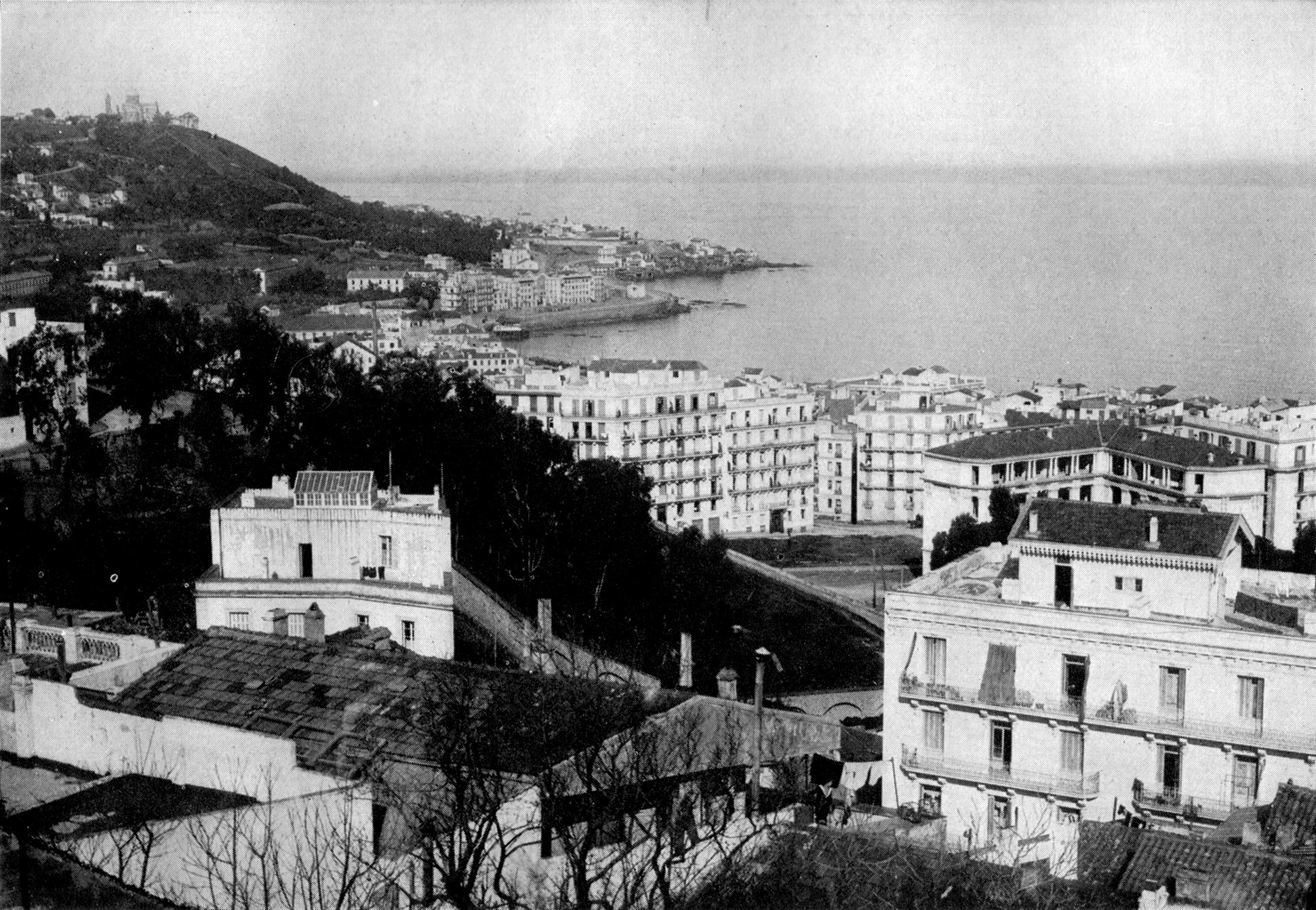
Vista del port d'Alger (1921).

Napoleó III concedí la nacionalitat francesa als indígenes el 14 de juliol de 1865, cosa que provocà l'empipament dels colons francesos. El 24 d'octubre de 1870 un decret va donar la ciutadania francesa als prop de 37.000 jueus que vivien a Algèria i els va retirar l'estatut civil particular del qual disposaven per la seva religió. El decret els obligava a complir amb el servei militar com a qualsevol altre francès, però establia un període de servei militar més llarg per als indígenes, i amb una retribució menor. L'autor de l'anomenat Decret Crémieux fou Isaac Adolphe Crémieux, ministre de Justícia, que va ser maçó i primer president de l'Aliança Israelita Universal.
Els grups de pressió colonialistes no van cessar de demanar l'abrogació del Decret Crémieux, fins que Pétain promulgà la llei sobre l'estatut dels jueus el 1940, que els retirava el dret a la nacionalitat francesa. Els colons es declararen "indignats" per la "desigualtat creada entre els jueus i els àrabs". Però el Decret Crémieux serà invocat després de la Primera Guerra Mundial pels patriotes algerians, com l'emir Khaled El-Hassani Ben El-Hachemi (net de l'emir Abd El-Kader), Messali Hadj, Ferhat Abbas i Ben Badis, per a reclamar la igualtat política.
La discriminació va culminar amb la publicació, el 28 de juny de 1881, del Codi de l'Indígena, que distingia els "ciutadans" francesos —amb orígens europeus— dels "subjectes" francesos -els indígenes-. Aquests últims estaven privats de la majoria dels seus drets polítics.
França portà nombrosos colons per a explotar els recursos de la seua colònia, amb la finalitat de llançar la màquina econòmica de l'Imperi Francès i d'enviar lluny de la metròpoli els elements socials potencialment perillosos per a l'ordre social. A més a més, a conseqüència de la derrota davant Prússia es produeix l'arribada massiva d'alsacians i lorenesos que havien perdut les seves terres integrades en el territori prussiano-alemany. Els indígenes de cultura musulmana, o procedents d'aquesta cultura, vivien sota el règim de l'indigenat encara que podien, en teoria, accedir a la ciutadania francesa renunciant a les seues tradicions. Però no obstant això, el procés jurídic que havien de seguir per a accedir a aquesta ciutadania era més complicat que per a un estranger.
Sovint repartits per les zones més pobres, són nombrosos aquells que es converteixen en treballadors de grans explotacions agrícoles creades pels colons en les zones guanyades a les maresmes en la regió de Bône, d'Alger o en Orà. Vivien al marge de la societat i rares vegades tenien accés a l'educació. La seva cultura i la seva llengua estaven prohibides, i el 1929 tan sols el 6% dels xiquets indígenes anaven a l'escola primària.
Els colons van poder dominar així la societat algeriana i imposar el francès, que va esdevenir la llengua exclusiva de l'administració, l'educació i els cartells. Els ciutadans francesos establits a Algèria van insistir fins a la Guerra d'Independència en la seva oposició a l'establiment d'escoles per als àrabs. La finalitat d'aquesta obstrucció, i que la premsa proclamava sense rubor, era que els musulmans no aprengueren francès perquè no foren capaços de llegir llibres que els donaren idees "subversives", i que no foren capaços d'optar a llocs que els francesos es reservaven per a si mateixos.

### La població abans de l'inici de la guerra
Les estadístiques publicades el 1849 per l'enginyer geògraf Víctor Levasseur estimen que la població total és de 5 milions d'habitants. No obstant això, el cens molt incomplet d'aquella època registra 117.366 colons europeus i 2.598.517 "indígenes". El 1959, els pieds-noirs comptaven al voltant d'un milió de persones, i representaven el 10% de la població total d'Algèria.

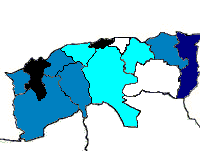
Població no musulmana el 1954, just abans de l'inici de la guerra, per Departaments:
Blanc: 0 a 2% --> Departaments d'Oasis, Saoura, Batna i Tizi-Ouzou
Blau clar: de 2 a 5% --> Departaments de Sétif, Medea i Orleansville
Blau: de 2 a 5% --> Departaments de Constantine, Mostaganem, Tiaret, Saïda i Tlemcen
Blau fosc: de 10 a 30% --> Departament de Bône/
Negre: + de 30% --> Departaments d'Alger i Oren

## El camí de la Guerra d'independència
El 1930, el govern colonial celebra amb fastuositat el Centenari de l'«Algèria Francesa». Però la diferència entre el nivell de vida de la majoria dels colons, superior al de la metròpoli, i el nivell de vida dels algerians d'origen, sovint per sota del llindar de la pobresa i quasi desproveïts de garanties socials i jurídiques, es fa cada vegada més palesa a mesura que avança el segle xx.
Gradualment la insatisfacció entre els musulmans amb motiu de la seva opressió política i econòmica va provocar nombroses reclamacions de major autonomia política, que desembocaren en una reclamació d'independència. Les tensions entre la població d'origen i els colons van trobar el seu punt culminant el 1954, any en què va començar la Guerra d'Independència d'Algèria. La guerra va acabar el 1962 quan Algèria va obtenir la independència gràcies als Acords d'Evian.